# Дубівська сільська рада (Горностаївський район)
Дубі́вська сільська́ ра́да — адміністративно-територіальна одиниця та орган місцевого самоврядування в Горностаївському районі Херсонської області. Адміністративний центр — село Дубівка.

## Загальні відомості
Дубівська сільська рада утворена в 1943 році.
- Територія ради: 101 км²
- Населення ради: 1 051 особа (станом на 2001 рік)

## Населені пункти
Сільській раді були підпорядковані населені пункти:
- с. Дубівка
- с. Запорізьке

## Склад ради
Рада складалася з 16 депутатів та голови.
- Голова ради: Сікора Олексій Іванович

### Керівний склад попередніх скликань
| Прізвище, ім'я, по батькові | Основні відомості                                                             | Дата обрання | Дата звільнення |
| --------------------------- | ----------------------------------------------------------------------------- | ------------ | --------------- |
| Сікора Олексій Іванович     | Сільський голова, 1976 року народження, освіта середня загальна, безпартійний | 26.03.2006   | 31.10.2010      |
| Сікора Олексій Іванович     | Сільський голова, 1976 року народження, освіта середня загальна, безпартійний | 31.10.2010   |                 |

Примітка: таблиця складена за даними сайту Верховної Ради України

### Депутати
За результатами місцевих виборів 2010 року депутатами ради стали:

#### За суб'єктами висування
| Суб'єкт висування                      | Кількість обраних депутатів | %    |
| -------------------------------------- | --------------------------- | ---- |
| Партія регіонів                        | 12                          | 75   |
| Комуністична партія України            | 2                           | 12,5 |
| Партія Християнсько-Демократичний Союз | 1                           | 6,3  |
| Самовисування                          | 1                           | 6,3  |

#### За округами
| № округу                               | Прізвище, ім'я, по батькові     | Дата визнання обраним | Освіта  | Партійна приналежність                      | Відомості про обраного депутата                      |
| -------------------------------------- | ------------------------------- | --------------------- | ------- | ------------------------------------------- | ---------------------------------------------------- |
| Комуністична партія України            |                                 |                       |         |                                             |                                                      |
| 2                                      | Кравченко Любов Володимирівна   | 03.11.2010            | середня | член Комуністичної партії України           | пенсіонер                                            |
| 14                                     | Павловський Микола Іванович     | 03.11.2010            | середня | член Комуністичної партії України           | пенсіонер                                            |
| Партія регіонів                        |                                 |                       |         |                                             |                                                      |
| 1                                      | Заруденець Любов Йосипівна      | 03.11.2010            | вища    | член Партії регіонів                        | Дубівська сільська рада, секретар                    |
| 3                                      | Кулінич Тамара Андріївна        | 03.11.2010            | середня | член Партії регіонів                        | Дитячий садок, вихователь                            |
| 4                                      | Тюріна Валентина Василівна      | 03.11.2010            | вища    | член Партії регіонів                        | Дубівська сільська рада, головний бухгалтер          |
| 5                                      | Борисюк Надія Іванівна          | 03.11.2010            | середня | позапартійна                                | Дитячий садок, завідувачка                           |
| 6                                      | Заруденець Тетяна Павлівна      | 03.11.2010            | середня | член Партії регіонів                        | Зерноток, завідувачка складом                        |
| 7                                      | Боклах Ірина Григорівна         | 03.11.2010            | середня | член Партії регіонів                        | Дубівська сільська рада, землевпорядник              |
| 8                                      | Іващенко Анатолій Олександрович | 03.11.2010            | вища    | член Партії регіонів                        | ТОВ «Україна», головний агроном                      |
| 10                                     | Худа Анна Іванівна              | 03.11.2010            | середня | член Партії регіонів                        | пенсіонер                                            |
| 11                                     | Кучеренко Ірина Миколаївна      | 03.11.2010            | середня | член Партії регіонів                        | приватне підприємство, продавець                     |
| 12                                     | Дубосар Віталій Миколайович     | 22.11.2010            | середня | позапартійний                               | Дубівська загальноосвітня школа I-III ст., охоронник |
| 15                                     | Нюнічев Василь Вікторович       | 03.11.2010            | середня | член Партії регіонів                        | УГМК № 5, охороник                                   |
| 16                                     | Жолоб Анатолій Володимирович    | 03.11.2010            | середня | член Партії регіонів                        | тимчасово не працює                                  |
| Партія Християнсько-Демократичний Союз |                                 |                       |         |                                             |                                                      |
| 13                                     | Чуча Галина Андріївна           | 03.11.2010            | середня | член Партії Християнсько-Демократичний Союз | тимчасово не працює                                  |
| Самовисування                          |                                 |                       |         |                                             |                                                      |
| 9                                      | Ковальчук Валентина Миколаївна  | 03.11.2010            | вища    | позапартійна                                | ПП «Пащенко», продавець                              |

## Населення
Згідно з переписом УРСР 1989 року чисельність наявного населення сільської ради становила 1155 осіб, з яких 563 чоловіки та 592 жінки.
За переписом населення України 2001 року в сільській раді мешкала 1041 особа.

### Мова
Розподіл населення за рідною мовою за даними перепису 2001 року:
| Мова       | Відсоток |
| ---------- | -------- |
| українська | 95,15 %  |
| російська  | 4,19 %   |
| румунська  | 0,19 %   |
| молдовська | 0,10 %   |
| циганська  | 0,10 %   |
| інші       | 0,27 %   |